# Wielki Meczet w Tajpej
Wielki Meczet w Tajpej (chiń. 台北清真寺; pinyin Táiběi Qīngzhēnsì; pe̍h-ōe-jī Tâi-pak Chheng-chin-sī) – najważniejszy meczet Tajwanu, znajdujący się w dzielnicy Da’an w Tajpej.
Powstanie meczetu było ściśle związane z masową emigracją powiązanych z Kuomintangiem muzułmanów na Tajwan w 1949 roku. Jego bryłę zaprojektował słynny tajwański architekt C.C. Yang. Meczet został uroczyście otwarty 13 kwietnia 1960 roku. Budowę sfinansował rząd tajwański oraz państwa arabskie. W 1971 roku w świątyni gościł saudyjski król Fajsal ibn Abd al-Aziz Al Su’ud.
Budowla zajmuje powierzchnię 2747 m². Kopuła ma 15 m wysokości oraz 15 m średnicy i została wykonana bez żebrowania. Meczet posiada dwa minarety o wysokości 20 metrów. Wnętrze zdobią perskie dywany i ozdobne żyrandole.